# Maikay River
Der Maikay River ist ein kleiner Fluss mitten in Dominica. Er verläuft im Parish St. John und mündet nach wenigen Kilometern in den Indian River.

## Geographie
Der Maikay River entspringt auf ca. 480 m Höhe über dem Meer in der Nordflanke des Morne Turner (⊙), an den Grenzen zum Parish St. Andrew. Einige Zuflüsse kommen von Osten aus dem Parish St. Andrew. Er verläuft nach Norden weitgehend parallel zum Indian River und mündet bei Beauséjour in diesen.
Nach Osten grenzt das Einzugsgebiet des Blenheim River an.